# زویدبارژ
زویدبارژ (به هلندی: Zuidbarge) یک منطقهٔ مسکونی در هلند است که در امن (درنته) واقع شده‌است.